# اسامه البوغانمی
اسامه البوغانمی (انگلیسی: Oussama Boughanmi؛ زادهٔ ۵ فوریهٔ ۱۹۹۰) بازیکن هندبال اهل تونس است.